# Hans Helmers
Hans Helmers (* 29. Juni 1894 in Sittensen; † 1. März 1982 in Stuhr) war ein deutscher Politiker (DVP, NSDAP, DP).

## Leben
Helmers legte 1913 sein Abitur am Alten Gymnasium in Bremen ab. Im Ersten Weltkrieg war er zwischen 1914 und 1918 Kriegsteilnehmer und wurde mehrfach verwundet. Er absolvierte sein juristisches Studium an den Universitäten Jena und Göttingen und legte 1917 sein erstes Staatsexamen in Celle ab. Im Jahr 1921 übernahm er den elterlichen Hof und wurde Landwirt.
1922 trat er auf ehrenamtlicher Basis in die Leitung mehrerer landwirtschaftlicher Genossenschaften ein und war in der Freiwilligen Feuerwehr tätig. Er war Kreisbrandmeister des Kreises Grafschaft Hoya. Ferner war er Bezirksbrandmeister des Regierungsbezirkes Hannover sowie Vorsitzender des Landesfeuerwehrverbandes Niedersachsen. Helmers war Abgeordneter der DVP im Preußischen Landtag in der dritten Wahlperiode von 1928 bis 1932.
Zum 1. Mai 1933 trat er der NSDAP bei (Mitgliedsnummer 3.186.624). Seit dem 1. Juli 1933 war er zudem Mitglied in der SA-Reserve, in der er am 8. Oktober 1933 noch auf Adolf Hitler vereidigt wurde, bevor er im November 1934 aus der SA austrat. In seinem Entnazifizierungsverfahren verschwieg Helmers seine SA-Mitgliedschaft.
Nach 1945 wurde er Mitglied des Niedersächsischen Landtages während der zweiten Wahlperiode vom 6. Mai 1951 bis zum 5. Mai 1955 sowie in der dritten Wahlperiode vom 6. November 1957 bis zum 5. Mai 1959. Seit dem 6. Mai 1951 und erneut ab dem 6. November 1957 war er Mitglied der DP/CDU-Fraktion.